# ابرو جیلان
ابرو جیلان (ترکی استانبولی: Ebru Ceylan؛ زادهٔ ۱۹۷۶) هنرپیشه، فیلم‌نامه‌نویس، کارگردان فیلم، و عکاس اهل ترکیه است.
از فیلم‌ها یا برنامه‌های تلویزیونی که وی در آن نقش داشته‌است می‌توان به اوزاک، اقلیم‌ها اشاره کرد.